# El Cronista (Buenos Aires)
El Cronista, llamado El Cronista Comercial hasta 1989, es un periódico argentino sobre economía, finanzas y negocios que se publica en Buenos Aires. 
Fundado en 1908, su propietario es el Grupo América.

## Historia
Fue fundado el 1 de noviembre de 1908 por Antonio Martín Giménez, bajo el nombre El Cronista Comercial.
En 1986, el periódico fue adquirido por el empresario Eduardo Eurnekián, quien lo renombró como El Cronista. En 2000, el periódico fue vendido por 20 millones de dólares al grupo Recoletos, que pertenecía a Pearson PLC, propietario del Financial Times.Este grupo modificó al periódico, volviéndolo a su nombre original y cambiándole su color al salmón, similar al del Financial Times.
La propiedad del grupo Recoletos sobre el periódico duró solo 6 años, ya que en 2006, el Grupo de Narváez compró las acciones de la empresa.En 2019 el diario cambia su nombre al actual. En 2021, el Grupo América compró el periódico por 6 millones de dólares, convirtiéndose en su propietario actual.

## Características
El equipo que lo compone es multidisciplinario y especializado en economía finanzas y negocios, y cuenta con secciones exclusivas como Financial Times y Mercados Online.
El periódico se emite diariamente de lunes a viernes en formato papel y digital.
Su revista de negocios Apertura brinda información sobre negocios y se emite mensualmente también en papel y digital.
Según comScore, su sitio web, cronista.com, tuvo 20 millones de usuarios únicos por mes en 2022, convirtiéndolo en el medio económico en español más leído del mundo.  
En enero de 2022 lanzó su modelo de suscripción llamado Member, que permite a los lectores acceder a contenido de calidad periodística pagando una suscripción mensual, lo que también les permite acceder a otros beneficios como Newsletters exclusivos, análisis históricos de monedas y acciones, y acceso al diario y la revista Apertura en versión digital.  
El Cronista publica varias newsletters como "El semáforo de la economía", “En obra”, "Clave Fiscal", "Pueblo Chico", "Early Adopter" y “Finde Atr”, entre otros.
En su canal de Spotify tiene podcast de economía como "Economía al Día", "Finanzas al Toque" y especiales como "Uno a uno: la Argentina de los 90", "No positivo" y "La Deuda" 
También tiene cuentas en Tik Tok, Instagram, Facebook y LinkedIn.